# Arnold de Parscau
Arnold de Parscau est un réalisateur français, né le 15 septembre 1988 à Saint-Malo (Ille-et-Vilaine).

## Biographie
Arnold de Parscau suit des études de cinéma à l'ESRA Bretagne  de 2009 à 2011.
La vidéo qu'il réalise en 2011 est retenue par David Lynch pour son clip Good Day today, ; elle lui permet ensuite de tourner son premier long métrage, Ablations, produit par Benoît Delépine, avec Denis Ménochet, Virginie Ledoyen, Yolande Morceau et Philippe Nahon.
En 2019, Arnold de Parscau écrit, produit et réalise, avec son épouse Marie-Reine de Parscau (née Poyteau), son second long métrage intitulé Une barque sur l'océan. Ce long métrage est financé par à une campagne de crowdfunding et rassemble essentiellement des acteurs non professionnels.
En 2021, lors du Festival Films courts de Dinan, présidé par Anna Galiena, il remporte le Prix de la Photographie pour son court métrage La Nourrice. Par la suite, il rejoint le comité de sélection du Festival.
Il est un des dirigeants de la société de production Fleurs d’Argent productions.

## Filmographie

### Cinéma

#### Courts métrages
- 2009 : Petite soirée chez M. Vaillant
- 2010 : The Ace of Diamonds
- 2012 : Tommy
- 2014 : Le Domaine des étriqués
- 2021 : La Nourrice[9] - prix de la photographie, Festival Films courts de Dinan 2022

#### Longs métrages
- 2014 : Ablations[10],[11],[12]
- 2019 : Une barque sur l'océan[13],[14]

### Clips
- 2011 : Good Day Today, pour David Lynch
- 2017 : September Sunset Murmur, pour Grindi Manberg
- 2017 : Ses Cils, pour Oupss